# Gora Morozova
Gora Morozova är ett berg i Antarktis. Det ligger i Västantarktis. Argentina, Chile och Storbritannien gör anspråk på området. Toppen på Gora Morozova är 993 meter över havet.
Terrängen runt Gora Morozova är kuperad österut, men västerut är den platt. Trakten är obefolkad. Det finns inga samhällen i närheten.